# Eufrat i Tygrys
Eufrat i Tygrys – strategiczno-logiczna gra planszowa autorstwa Reinera Knizii.
Wydana oryginalnie w 1997 roku, ale wersja polska została opublikowana przez Wydawnictwo Lacerta dopiero w 2007 roku. Gracze wcielają się w przedstawicieli starożytnych dynastii i starają się zdobyć jak największą liczbę punktów zwycięstwa poprzez umiejętne wystawianie żetonów: świątyń, targowisk, pól uprawnych i ośrodków władzy. Gra zdobyła duże uznanie i zajmuje wysoką lokatę na liście top 100 serwisu BoardGameGeek.